# Julien Chappée
Pour les articles homonymes, voir Chappée.
Julien Chappée, né au Mans le 13 novembre 1862 où il est mort le 17 octobre 1957, est un peintre, collectionneur et archéologue français.

## Biographie
Fils de l'entrepreneur manceau Armand Chappée (1835-1922), Julien Chappée est élève de F. Giacometti, Lionel Royer, Diogène Maillart, Albert Rigolot et François Thévenot. Il se consacre à la peinture et aux vitraux : il réalise notamment cinq vitraux de l'église de Port-Brillet (Mayenne) en rapport avec sa famille. Deux vitraux de la chapelle de l'ancien orphelinat Saint-Pavin (Le Mans) sont attribués à Julien Chappée. Il a également réalisé un vitrail de l'église de Crannes-en-Champagne. 
Il expose au Salon des indépendants de 1927 à 1929 des paysages, des fleurs et des natures-mortes et, en 1926, à la Rétrospective des indépendants le portrait d'une femme et celui d'un prêtre. Certains objets de sa collection médiévale ont été acquis par le musée du Louvre pour le département des objets d'art entre 1920 et 1980. Il fait don de ses archives au département de la Sarthe sous le nom d'archives du Cogner.

## Vie privée
Le 22 novembre 1898, à Nantes, il épouse Similienne Levesque, fille de Louis-Arthur Levesque et belle-sœur d'Adolphe Jollan de Clerville. Ils ont trois enfants : Benoît (1899), Gervais (1901) et Pavin (1905).

## Publications
- Les Vieilles pierres de la cathédrale du Mans (1927)
- Le trésor gallo-romain d'Étival-lès-le-Mans (1913)
- Volumes rares de la bibliothèque du Cogner (1913)
- Objets d'or découverts à Villeneuve-Saint-Vistre (1912)
- La Tenue de chasse du roi René (René Ier, duc d'Anjou, roi de Jérusalem) (1912)
- La Date de la façade septentrionale du château de Josselin (1911)
- Antoigné, château et forge (1909)
- Filiation Doré (1908)
- Saint Siviard, ermite à Savonnières : Saint Siviard et la villa de Savonnières (1908)
- Le Tombeau de saint Fraimbault à Saint-Fraimbault de Gabrone (Sarthe) : étude critique sur le lieu de la sépulture et sur la vie de saint Fraimbault (1907)
- L'église et la chapelle abbatiale de l'abbaye d'Asnières (1904)
- Le Tombeau de saint Pavin (1902)
- Le Carrelage de l'abbaye de Saint-Maur-de-Glanfeuil (1901)
- La Lanterne des morts de Parigné-l'Evêque (1899)
- Le carrelage de l'abbaye de Champagne (Sarthe) (1898)
- Description historique et critique : 1° du livre de prières de la reine Claude de France (1897)
- Les sépultures de l'abbaye de Champagne et les fouilles de 1895-1896 (1897)
- L'Abbaye de Champagne au XVIIIe siècle (1897)
- L'Abbaye de Champagne, état actuel (1896)
- Le tombeau de Jean de Chanlay, évêque du Mans, à l'abbaye de Preuilly (1896)
- Histoire de Port-Brillet (1895)
- Port-Brillet. Notes historiques sur le prieuré de la Magdeleine du Plessis-Milcent (1100), la forge du Port-Brillet et ses dépendances (1452), la chapelle des forgerons (1558), la paroisse (1828) et la commune (1874) (1895)
- Le sceau de Guillaume de Laval (1895)
- Le vitrail de la chapelle de la Vierge, (église du Pré, au Mans) (1893)
- Les Armoiries de la ville du Mans (1893)
- Un sceau inédit de l'évêque du Mans, Adam Chastelain, 1398-1438 (1893)
- Note bibliographique sur la première édition des Coutumes du Maine  (1893)

## Distinctions
- Chevalier de la Légion d'honneur (1931)